# KPK Korčula
El Korculanski Plivacki Klub Korcula es un club croata de waterpolo en la ciudad de Korcula.

## Historia
El club fue fundado en la década de 1920, eran los años en los que los estudiantes de Korcula, fueron a estudiar a las ciudades grandes (Split, Zagreb, Dubrovnik...) y descubrieron el waterpolo como un fascinante juego que a su vuelta a Korcula continuaron practicándolo.

## Palmarés
- 1 vez campeón de la Recopa de Europa de waterpolo masculino (1979)